# Nydalahöjd

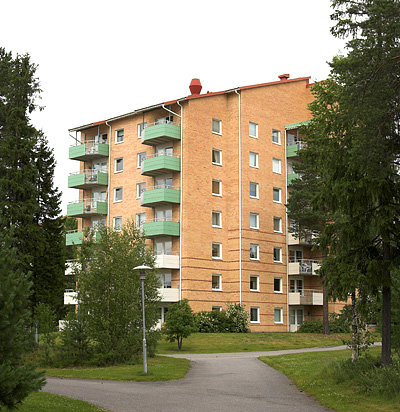
Flervåningshus på Nydalahöjd.

Nydalahöjd eller Nydalahöjden är en stadsdel i Umeå belägen cirka 4 km öster om Umeå centrum.
Nydalahöjd byggdes under mitten av 1990-talet av Umeås kommunala bostadsföretag, AB Bostaden, och består av hyreslägenheter. Flertalet av lägenheterna är så kallade studentlägenheter som är avsedda för studerande vid Umeå universitet och Sveriges lantbruksuniversitet. Nydalahöjd utgörs av två gator; Istidsgatan och Rullstensgatan där den senare mestadels består av studentlägenheter. I området finns en närlivs-butik samt en restaurang.

## Historia
Namnet härstammar från förre landshövdingen Pehr Adam Strombergs gård Nydala, som dock låg längre norrut jämfört med dagens Nydalahöjd, i den nordöstra utkanten av nuvarande Mariehem.